# Bodhiruci
Pour l’article homonyme, voir Bodhiruci (moine bouddhiste indien).
Bodhiruci (japonais: Bodairushi ; chinois :菩提流支 [pinyin : Pútí liú zhī]), floruit VIe siècle, est un moine bouddhiste et traducteur, originaire du nord de l’Inde. L’année de sa naissance est inconnue et celle de sa mort à Luoyang est incertaine, vers 527 ou 535. 

## Éléments de biographie
On sait qu’il quitte l'Inde du nord pour se rendre en Chine, à Luoyang, en 508, où il est très actif comme enseignant, mais plus encore comme traducteur du sanskrit vers le chinois. À ce jour, on lui attribue trente-neuf traductions de sutras et de traités, en cent-vingt-sept fascicules, de sutras du Mahayana. La plupart de ces textes reflètent les récents développement du Mahayana, en particulier de l'école du Yogacara.
Il traduit notamment deux textes de Vasubandhu: le Sūtra d'Amitābha (sanskrit IAST: Sukhāvatīvyūha sūtra ou Sukhāvatīvyūhopadeśa), et le Dashabhumika sutra (sanskrit IAST: Daśabhūmika Sūtra ou Daśabhūmivyākhyāna; pinyin: shí dì jīng; chinois: 十地經 ), qui sera à l’origine de la branche nord de l'école idéaliste Dilunzong (en) (chinois: Dìlùnzōng 地論宗 ),, liée au courant du Yogacara.
Il restera à Luoyang jusqu'à sa mort, vers 527 ou vers 535,,.

## Influence
Les écrits et l'enseignement de Bodhiruci jouent un rôle déterminant chez Tanluan, qui se serait rendu dans le sud de la Chine pour étudier les pratiques taoïstes visant à obtenir l’élixir de longue vie. De retour au nord, il rencontre Bodhiruci, dont l'enseignement le transforme profondément, avant qu’il ne devienne un maître de l’école de la Terre Pure.
Il est considéré comme un des patriarches de l’école Jodo shu, d’une part pour les traductions mentionnées ci-dessus, et d’autre part, parce qu’il a fait don d’un exemplaire du Sūtra des contemplations du Bouddha Vie-Infinie (sanskrit: Amitāyurdhyāna Sūtra ; chinois : 佛說觀無量壽經 ; pinyin : Fú shuō guān wúliàng shòu jīng ; japonais : 観無量寿経 Kanmuryōju-kyō) à Tanluan.